# Liste der Baudenkmäler in Chamerau

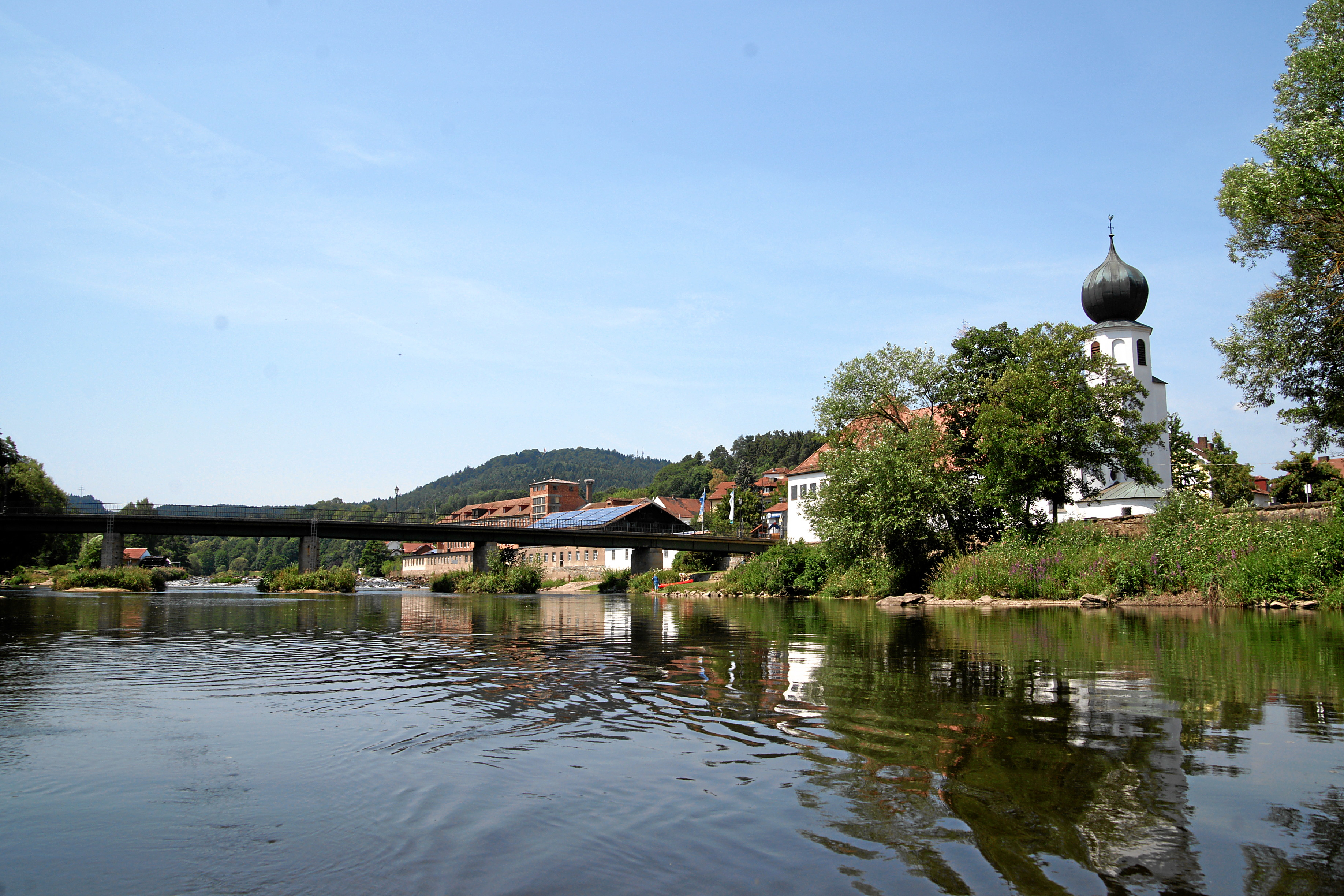
Blick auf Chamerau

Auf dieser Seite sind die Baudenkmäler in der Oberpfälzer Gemeinde Chamerau zusammengestellt. Diese Tabelle ist eine Teilliste der Liste der Baudenkmäler in Bayern. Grundlage ist die Bayerische Denkmalliste, die auf Basis des Bayerischen Denkmalschutzgesetzes vom 1. Oktober 1973 erstmals erstellt wurde und seither durch das Bayerische Landesamt für Denkmalpflege geführt wird. Die folgenden Angaben ersetzen nicht die rechtsverbindliche Auskunft der Denkmalschutzbehörde.

## Baudenkmäler nach Ortsteilen

### Chamerau
| Lage                                                                      | Objekt                                           | Beschreibung | Akten-Nr.              | Bild           |
| ------------------------------------------------------------------------- | ------------------------------------------------ | --- | ---------------------- | -------------- |
| Chamer Straße 2 (Standort)                                                | Katholische Pfarrkirche St. Peter und Paul       | Saalbau mit eingezogenem Chor, abgewalmtem Satteldach, Chorflankenturm mit Zwiebelhaube und westlichem oktogonalem Anbau mit Zeltdach, gotisch, 1669 erneuert, Turmoberteil 18. Jahrhundert, Erweiterung 1959/61; mit Ausstattung; Seelenkapelle, traufständiger Satteldachbau, im Kern 18. Jahrhundert; Tabernakel mit Wimperg und zwei Fialen, Granit, gotisch, 14./15. Jahrhundert; Friedhofsmauer, Granit Bruchstein, 17./18. Jahrhundert | D-3-72-117-1 Wikidata  | weitere Bilder |
| Chamer Straße 9; Chamer Straße 9a (Standort)                              | Pfarrhof mit Pfarrökonomie                       | Regelmäßige Vierseitanlage, 1869/70; Pfarrhaus, zweigeschossiger und traufständiger Flachsatteldachbau; Pfarrstadel, traufständiger Satteldachbau mit segmentbogigen Toren und Remise mit Backofen und Waschküche; Stall, eingeschossiger und traufständiger Satteldachbau mit segmentbogigen Öffnungen | D-3-72-117-17 Wikidata | weitere Bilder |
| Kindergartenweg 1; Schulstraße 2; Schulstraße 4; Schulstraße 6 (Standort) | Steinkreuz                                       | Lateinische Form, ein Arm abgebrochen, Granit, wohl spätmittelalterlich; Von Wallmering hierher ans Schulhaus versetzt | D-3-72-117-3 Wikidata  | BW             |
| Nähe Wallfahrtsweg; Grünbühl (Standort)                                   | Kalvarienbergkapelle Christus an der Geißelsäule | Abgewalmter Satteldachbau mit eingezogener Apsis, 18. Jahrhundert; mit Ausstattung; Marterl, Gusseisen auf Granitsockel, um 1900; Kreuzweg, 14 Stationen, Granitpfeiler mit Gusseisentafeln, um 1900; Kalvarienberggruppe, Gusseisen und Blech auf Granitsockeln, um 1900 | D-3-72-117-4 Wikidata  | weitere Bilder |

### Bärndorf
| Lage                  | Objekt     | Beschreibung | Akten-Nr.             | Bild |
| --------------------- | ---------- | --- | --------------------- | ---- |
| Bärndorf 1 (Standort) | Bauernhaus | Zweigeschossiges und giebelständiges Wohnstallhaus mit Flachsatteldach, Blockbau-Obergeschoss und Dachreiter, bezeichnet mit 1859 | D-3-72-117-5 Wikidata | BW   |

### Haidstein
| Lage                                 | Objekt                                             | Beschreibung | Akten-Nr.             | Bild           |
| ------------------------------------ | -------------------------------------------------- | --- | --------------------- | -------------- |
| Nähe Haidstein; Haidstein (Standort) | Katholische Neben- und Wallfahrtskirche St. Ulrich | Saalbau mit abgewalmtem Satteldach und Dachreiter mit Spitzdach, Schindeldeckung, 1656/57, 1718/19 erweitert; mit Ausstattung; Bildstock mit vier Giebel-Tabernakel, Granit, wohl 19. Jahrhundert | D-3-72-117-7 Wikidata | weitere Bilder |

### Hörwalting
| Lage                    | Objekt      | Beschreibung                                                                                       | Akten-Nr.             | Bild        |
| ----------------------- | ----------- | -------------------------------------------------------------------------------------------------- | --------------------- | ----------- |
| Hörwalting 2 (Standort) | Waldlerhaus | Eingeschossiger und giebelständiger Flachsatteldachbau mit Blockbau-Kniestock, bezeichnet mit 1840 | D-3-72-117-8 Wikidata | Waldlerhaus |

### Roßberg
| Lage                     | Objekt                 | Beschreibung | Akten-Nr.              | Bild         |
| ------------------------ | ---------------------- | --- | ---------------------- | ------------ |
| Gemeindeberg (Standort)  | Totenbretter           | Nach 1900 | D-3-72-117-14 Wikidata | Totenbretter |
| Roßberg 1 (Standort)     | Bauernhaus             | Zweigeschossiger und giebelständiger Blockbau mit Flachsatteldach und gemauertem Stallteil, 1. Hälfte 19. Jahrhundert | D-3-72-117-12 Wikidata | BW           |
| Roßberg 3 1/3 (Standort) | Ehemaliges Waldlerhaus | Eingeschossiger und giebelständiger Flachsatteldachbau mit Blockbau-Kniestock, 2. Hälfte 19. Jahrhundert              | D-3-72-117-13 Wikidata | BW           |

### Staning
| Lage                           | Objekt                            | Beschreibung | Akten-Nr.              | Bild |
| ------------------------------ | --------------------------------- | --- | ---------------------- | ---- |
| Nähe Kapellenstraße (Standort) | Dorfkapelle Christus auf der Rast | Traufständiger und abgewalmter Satteldachbau mit eingezogener Apsis und Giebeldachreiter mit Zwiebelhaube, 2. Hälfte 19. Jahrhundert | D-3-72-117-10 Wikidata | BW   |

## Ehemalige Baudenkmäler
In diesem Abschnitt sind Objekte aufgeführt, die früher einmal in der Denkmalliste eingetragen waren, jetzt aber nicht mehr. Objekte, die in anderem Zusammenhang also z. B. als Teil eines Baudenkmals weiter eingetragen sind, sollen hier nicht aufgeführt werden. Aktennummern in diesem Abschnitt sind ehemalige, jetzt nicht mehr gültige Aktennummern.

| Lage                  | Objekt        | Beschreibung | Akten-Nr.              | Bild |
| --------------------- | ------------- | --- | ---------------------- | ---- |
| Meinzing 4 (Standort) | Wohnstallhaus | Zweigeschossiger und giebelständiger Satteldachbau mit Blockbau-Obergeschoss, 2. Hälfte 19. Jahrhundert, Wirtschaftsteil 20. Jahrhundert | D-3-72-117-16 Wikidata | BW   |